# おだまりコンビシリーズ
『おだまりコンビ シリーズ』は、1999年から2002年までフジテレビ系「金曜エンタテイメント」で放送されたテレビドラマシリーズ。全4回。主演は美川憲一と加賀まりこ。
2013年には舞台版も上演された。2016年11月6日にBSフジで設定を大幅に変更した「黒蠍」（くろさそり）が放送された。

## ストーリー
昔は売れていたスター演歌歌手の岬倫太郎（演：美川憲一）と元女優でうるさ型マネージャーの大城菜々子（演：加賀まりこ）の「おだまり!コンビ」が、毎回毎回、若手プロデューサーの多岐川直人をこき使って、テレビ芸能界が絡んだ複雑な殺人事件に挑戦し、解決していく。
かつてはスターの演歌歌手だったが、今は売れない歌手の岬倫太郎。それでも現在のマネージャーの大城菜々子がついた当初は、トーク番組のレギュラーを数本持っていた。岬はいやいやながらも出演を続けていたが、自身の毒舌がもとで番組を降ろされてしまった。第4作では、レギュラー番組もまったくなくなり、向こう1年間のスケジュールが空白となっていた。
劇中で岬はマネージャーの大城のことを「菜々子」もしくは「あんた」と言い、大城は岬のことを、「倫ちゃん」もしくは「あんた」、「おたく」と呼び合い、若手プロデューサーの多岐川直人に対しては、2人とも「多岐川くん」、「多岐川」、「あんた」と呼び、そのほかの人物に対してはほとんどにおいて「あんた」や名前で呼んでいる。また、岬も演じる美川と同様にオカマ口調で話す。
各作ともオープニングの冒頭は岬が自身のヒット曲「雪の海峡」（楽曲の歌詞は美川の持ち歌の「さそり座の女」と同じ）を歌っている営業のシーンから始まる。また、エンディングは、岬倫太郎と大城菜々子が口喧嘩をしながら帰るシーンである。

## キャスト

### レギュラー
岬倫太郎
演 - 美川憲一
「ゼブラプロダクション」所属の売れないスター演歌歌手。
大城菜々子
演 - 加賀まりこ
「ゼブラプロダクション」の社員で岬のマネージャー。元女優。
多岐川直人
演 - 細川茂樹
度々登場する「ワールドテレビ」若手プロデューサー。いつも岬と菜々子にアゴでこき使われている。
津川広明
演 - ベンガル
岬の所属する「ゼブラプロダクション」の社長。
毎回登場するオカマ
演 - 吉野のママ

### ゲスト
第1作「芸能界殺しのパズル」（1999年）
- 中田千秋（岬のスタイリスト） - 嘉門洋子（幼少期：仲根紗央莉）
- 星野明日香（ドラマのヒロイン役の女優） - 中村由真
- 神崎将一（芸能リポーター） - 小日向文世
- 渡辺（明日香のマネージャー） - 石井洋祐
- 速見章（ドラマの監督） - 長沢政義
- 速見のマンション管理人 - 菅野達也
- 牧田（刑事） - 渡祐志
- 保険会社の社員 - 河内喜一郎
- 青山佳奈（アイドルタレント・3年前転落死） - 和田牧子
- 麻生誠（タレント・佳奈の恋人で佳奈が死んだ3か月後に飛び降り自殺） - 大山健
- 麻生がかつて住んでいた家の近所の主婦 - 町田博子
- 速見のマンションの住人 - 大泉道子
- 速見順子（速見の妻） - 松井紀美江
- 世田谷南警察署 刑事 - 荒木しげる
- 工藤（芸能事務所社長） - 西田健
- 中条佐栄子、道又隆成、黒木宣彦、都築多佳子、岡本義寅、楠井孝史、鷹西雅裕、畠山智行、近藤哲也、山崎陽子、鈴木智美、斉藤奈々、池上央将

第2作「芸能界殺しのシナリオ」（2000年）
- 春日隆治郎（コスモテレビ 社員） - 斉藤暁
- 鳴海響子（テレビドラマの娘役の新人女優・元ホステス） - 中村綾
- 青柳さつき（志保の付き人・女優志望） - 立花理佐
- 辺見彰（ヘアメイク） - 萬雅之
- ルイ子（スナック「ルイ子」ママ） - 北原佐和子
- 刑事 - 亀山忍
- 中園香代子（君枝が匿名で金を送り続けている女性） - 服部美也子
- 看護婦 - 松田真知子
- 津川の愛人 - 勝虎未来
- 鳴海君枝（入院中の響子の母・香田家の元家政婦） - 草村礼子
- 峯岸涼子（芸能事務所社長） - 松本留美
- 芹沢祐司（ドラマの監督） - 峰岸徹
- 香田志保（テレビドラマの主役女優） - 夏樹陽子
- 織田達也、明石則子、西川寿男、岩本ゆたか、長田訓夫、谷脇一、豊栖智也、酒井勁、蔵本高裕、大西礼子、進藤陽子、安藤舞、寿美幸、佐久間良美、伊藤すみれ、大津将之、川上雄平

第3作「芸能界殺しのオルゴール」（2000年）
- 伊吹孝（倫太郎の同期の元歌手） - 加納竜
- 海野康成（料亭「横井」マネージャー） - 山田辰夫
- 村井悟史（伊吹の幼馴染） - 小沢仁志
- 横井里香（料亭「横井」女将・伊吹の妻） - 岡まゆみ
- 柳井（エクセレントレコード 社員） - 浅見小四郎
- マッサージ師 - 宮坂ひろし
- 音のテーマ館 職員 - 玉木文子
- 漬物屋のおばさん - 松本じゅん
- サヨコ - 岡本麗
- 綾の祖母 - 宮内順子
- 辻村やよい（元演歌歌手） - 山口美也子
- 森川綾（バー「黒船」ママ） - 洞口依子
- 森川マキ（綾の姉・15年前刺殺） - 洞口依子（二役）
- 黒木梨花、鶴岡修、鶴巻裕己、蔵本高裕、佐野珠美、古島弘美、宮越里美、中前純江、加藤恵子

第4作「芸能界殺しの輪舞（ロンド）」（2002年）
- 嶋崎潤一（音楽プロデューサー） - 高知東生
- 浅田ミカ（新人） - 井元由香
- 篠原（プロデューサー） - 真夏竜
- コロッケ - コロッケ（本人役）
- 畑（刑事） - 後藤敦
- スポーツインストラクター - 木村不二
- 梨元勝 - 梨元勝（本人役）
- 夏目良吉 - 南条弘二
- 森下謙吉（元刑事） - 左右田一平
- 水沢茜（作詞家） - 川島なお美
- 赤座美代子、清水よし子、中上ちか、秋山実希、石井トミコ、樹原ゆり、安室満樹子、高木早苗、蔵本高裕、長谷川恒之、荒井麻里子、清水宏、藤松祥子

## スタッフ
- 脚本 - 南千尋
- 監督 - 鶴巻日出雄（第1作 - 第3作）、合月勇（第4作）
- テーマソング - マリリン・モンロー「お熱いのがお好き」
劇中のBGMとしても使用。また、劇中BGMでは「帰らざる河」なども使用された。
- 技術協力 - ビデオフォーカス
- 企画 - 清水賢治（フジテレビ / 第1作・第2作）、和田行（フジテレビ / 第1作）、鈴木吉弘（フジテレビ / 第2作）、長部聡介（フジテレビ / 第3作・第4作）、中村百合子（フジテレビ / 第3作・第4作）
- プロデューサー - 挟間忠行（ジャパンプロデュース）、川上秀次郎（ジャパンプロデュース）
- 製作 - フジテレビ、ジャパンプロデュース（第4作ではCRジャパン名義）

## 放送日程
| 話数 | 放送日        | サブタイトル               | ラテ欄 | 脚本   | 監督       | 視聴率 |
| ---- | ------------- | -------------------------- | --- | ------ | ---------- | ------ |
| 1    | 1999年6月18日 | 芸能界殺しのパズル         | 業界一うるさい売れない演歌歌手と 元女優の勘違い熟女マネージャーが連続殺人に突入! 血の復讐! 真実は人形だけが知っている…   | 南千尋 | 鶴巻日出雄 | 22.1%  |
| 2    | 2000年2月25日 | 芸能界殺しのシナリオ       | あの最強コンビが帰ってきた 売れない演歌歌手と勘違いマネージャーが今夜も大暴れ・ 四国巡礼殺人行・祭りばやしに美女が死ぬ。 | 南千尋 | 鶴巻日出雄 | 20.0%  |
| 3    | 10月06日      | 芸能界殺しのオルゴール     | 念願の紅白めざして、 あの業界超最悪の勘違いコンビが今夜もまた大暴れ! 売れない歌手が再起を夢見た時戦慄の殺人が始まる。    | 南千尋 | 鶴巻日出雄 | 14.4%  |
| 4    | 2002年2月15日 | 芸能界殺しの輪舞（ロンド） | あの売れない歌手と勘違いマネージャーが帰って来た! 童謡「赤い靴」に秘められた、母娘の宿命が殺人を招く!                    | 南千尋 | 合月勇     | 14.0%  |

- 視聴率はビデオリサーチ調べ、関東地区・世帯。
- 2020年4月20日 - 4月23日に第1作目から第3作目がBSフジ「午後の名作ドラマ劇場」枠で放送。

## 舞台版
2013年5月9日から16日にかけて名古屋・中日劇場で「美川憲一のおだまり!劇場」第一部『岬倫太郎事件簿〜黒い未亡人』として上演された。
キャスト
- 岬倫太郎 - 美川憲一
- はるな愛
- 小松政夫
- おりも政夫
- 神保美喜
- 酒井敏也
- 井田國彦
- 清水良太郎
- 富田麻帆
- 吉野のママ

スタッフ
- 脚本 - 南千尋
- 演出 - 中島淳彦

## 黒蠍
テレビシリーズ終了後、同じく美川主演でシリーズ新作「黒蠍」（くろさそり）が撮影され、「金曜プレミアム」枠での放送を予定していたが、諸般の事情から同放送枠での放送はお蔵入りとなり、2016年11月6日にBSフジで初放送が行われた。
売れない演歌歌手・岬倫太郎が主人公であることはそのままだが、「闇の仕置人の、正義の暗躍」がストーリーの軸となり、各種設定が大幅に変更されている。
キャスト
- 岬倫太郎（演歌歌手） - 美川憲一（幼少期：盛永晶月）
- 朝田鉄平（倫太郎のマネージャー） - 金子昇
- 三枝かおり - はるな愛
- 早川夏緒 - ミッツ・マングローブ
- ルンバ - 深沢敦
- 吉野 - 吉野のママ
- 桐生梢（BARのママ） - IKKO（幼少期：今野斗葵）
- 小田切弥生 - 東風万智子
- 小田切泉 - 清水らら
- 女性社員 - 阿南萌花
- 辻村エリ子 - 三津谷葉子
- 曽根崎啓 - 工藤俊作
- 宗方冬美 - あめくみちこ
- 宗方正之 - 清水昭博
- 岸端正浩、若林久弥、大島蓉子、小柳友貴美、越村公一、上杉二美　ほか

スタッフ
- 編成企画 - 清水一幸（フジテレビ）
- 脚本 - 南千尋
- 監督 - 鶴巻日出雄
- 技斗 - 二家本辰巳
- 技術協力 - ビデオフォーカス
- プロデューサー - 挾間忠行
- 制作著作 - ジャパンプロデュース
- 制作 - フジテレビ